# Ангеларий Охридский
Ангела́рий О́хридский (Ангеля́р; греч. Αγγελάριος Αχρίδας, ст.‑слав. Ангєларїи Охрїдьскꙑи; первая половина IX века — около 886, Плиска) — ученик и сподвижник святых равноапостольных Кирилла и Мефодия в Великой Моравии и Паннонии. Входит в группу святых седмочисленников, состоящую из славянских просветителей и их ближайших учеников — святых Климента и Наума Охридских, Горазда и Саввы (иногда вместо последнего называется Лаврентий). Биографические сведения об Ангеларии весьма скудны и относятся к последнему году его жизни.

## Биография
Судя по имени, более характерному для западнохристианского мира, Ангеларий был, вероятно, уроженцем Великой Моравии или Паннонии. Помещение имени Ангелария в житии святого Климента в числе особо выделенных учеников святых Кирилла и Мефодия свидетельствует о деятельном участии Ангелария в литературных и переводческих трудах Моравской миссии по крайней мере во времена архиепископства Мефодия, хотя конкретные его труды неизвестны. Сведений о сане Ангелария текст не содержит.
После кончины Мефодия в 885 году Ангеларий вместе с Гораздом, Климентом и Наумом попал в ту группу славянских священнослужителей, которая по приказу франкского епископа Вихинга и князя Святополка I была заключена в темницу, где на узниках трижды чудесным образом распадались оковы. Выпущенные (кроме Горазда) из темницы, они были затем жестоко избиты, раздеты и под конвоем немецких воинов, постоянно угрожавших им смертью, изгнаны из великоморавской столицы Велеграда.
С большими трудностями и лишениями они добрались до Сирмия (ныне Сремска-Митровица) и через Дунай переправились в Белград, бывший тогда болгарской пограничной крепостью. Городской начальник (боритаркан), знавший о желании равноапостольного князя Бориса Болгарского иметь в Болгарии славянских священнослужителей, радушно принял их и вскоре переправил в столицу болгарской державы Плиску, где изгнанники нашли приют в знатных домах. Ангеларий поселился в доме болярина Чеслава, но от пережитых страданий и лишений вскоре скончался. Место его погребения неизвестно.

## Почитание
Персональные житие, служба, день памяти в месяцесловах, а также самостоятельное почитание и иконография (отдельные от святых Седмочисленников) отсутствуют. По всей видимости, в виду этого, имя Ангеларий так и не получило распространения в средневековом славянском мире.
Почитание Ангеляра в Охриде основывается в связи с его упоминанием в житии святителя Климента Охридского.